# قاضي خانه
قاضي خانه أو قازي خانه وهي قرية تقع في ناحية قوشتبة في قضاء سهل أربيل في محافظة أربيل شمال العراق.